# Romania ai Giochi della XXI Olimpiade
La Romania partecipò ai Giochi della XXI Olimpiade che si sono svolti a Montréal dal 17 luglio al 1º agosto 1976, con una delegazione di 157 atleti impegnati in 11 discipline per un totale di 92 competizioni. Portabandiera alla cerimonia di apertura fu il lottatore Nicolae Martinescu, medaglia d'oro a Monaco di Baviera 1972, alla sua quarta Olimpiade.
Il bottino della squadra, alla sua undicesima partecipazione ai Giochi estivi, fu di ventisette medaglie: quattro d'oro, nove d'argento e quattordici di bronzo, che valsero il nono posto nel medagliere. Protagonista assoluta fu la quattordicenne Nadia Comăneci, vincitrice di cinque medaglie, di cui tre d'oro, nella ginnastica.

## Medaglie
| Medaglia | Nome                                                                                             | Sport              | Evento                      |
| -------- | ------------------------------------------------------------------------------------------------ | ------------------ | --------------------------- |
| Oro      | Vasile Dîba                                                                                      | Canoa/kayak        | K1 500 m                    |
| Oro      | Nadia Comăneci                                                                                   | Ginnastica         | Concorso individuale        |
| Oro      | Nadia Comăneci                                                                                   | Ginnastica         | Parallele asimmetriche      |
| Oro      | Nadia Comăneci                                                                                   | Ginnastica         | Trave                       |
| Argento  | Gheorghe Danilov Gheorghe Simionov                                                               | Canoa/kayak        | C2 1000 m                   |
| Argento  | Teodora Ungureanu                                                                                | Ginnastica         | Parallele asimmetriche      |
| Argento  | Teodora Ungureanu Anca Grigoraș Gabriela Trușcă Nadia Comăneci Mariana Constantin Georgeta Gabor | Ginnastica         | Concorso generale a squadre |
| Argento  | Gheorghe Berceanu                                                                                | Lotta greco-romana | Pesi mosca leggeri          |
| Argento  | Nicu Ginga                                                                                       | Lotta greco-romana | Pesi mosca                  |
| Argento  | Ştefan Rusu                                                                                      | Lotta greco-romana | Pesi leggeri                |
| Bronzo   | Gheorghe Megelea                                                                                 | Atletica leggera   | Lancio del giavellotto      |
| Bronzo   | Vasile Dîba                                                                                      | Canoa/kayak        | K1 1000 m                   |
| Bronzo   | Policarp Malîhin Larion Serghei                                                                  | Canoa/kayak        | K2 500 m                    |
| Bronzo   | Ioana Tudoran Felicia Afrasiloaia Elena Giurca Maria Micsa                                       | Canottaggio        | Quattro di coppia           |
| Bronzo   | Danuţ Grecu                                                                                      | Ginnastica         | Anelli                      |
| Bronzo   | Teodora Ungureanu                                                                                | Ginnastica         | Trave                       |
| Bronzo   | Nadia Comăneci                                                                                   | Ginnastica         | Corpo libero                |
| Bronzo   | Roman Codreanu                                                                                   | Lotta greco-romana | Pesi supermassimi           |
| Bronzo   | Stelica Morcov                                                                                   | Lotta libera       | Pesi massimi leggeri        |
| Bronzo   | Ladislau Simon                                                                                   | Lotta libera       | Pesi supermassimi           |
| Bronzo   | Victor Zilberman                                                                                 | Pugilato           | Pesi welter                 |
| Bronzo   | Alec Năstac                                                                                      | Pugilato           | Pesi leggeri                |
| Bronzo   | Kostica Dafinoiu                                                                                 | Pugilato           | Pesi massimi leggeri        |
| Bronzo   | Alexandru Nilca Ioan Pop Dan Irimiciuc Cornel Marin Marin Mustață                                | Scherma            | Sciabola a squadre          |

## Risultati

### Pallanuoto
| Atleta | Classifica |                    |
| --- | --- | ------------------ |
| V · D · M Nazionale maschile rumena di pallanuoto · Giochi olimpici - Montréal 1976 Slăvei • Rusu • Zamfirescu • Nastasiu • Popescu • Rusu • Slăvei • Răducanu • Rus • Schervan • Spînu · CT : Anatol Grinţescu | 4° |                    |
| Nazionale maschile rumena di pallanuoto · Giochi olimpici - Montréal 1976 | |                    |
| Slăvei • Rusu • Zamfirescu • Nastasiu • Popescu • Rusu • Slăvei • Răducanu • Rus • Schervan • Spînu · CT: Anatol Grinţescu                                                                                      | Slăvei • Rusu • Zamfirescu • Nastasiu • Popescu • Rusu • Slăvei • Răducanu • Rus • Schervan • Spînu · CT: Anatol Grinţescu | Romania (bandiera) |